# Astragalus ghouchanensis
Astragalus ghouchanensis es una especie de planta del género Astragalus, de la familia de las leguminosas, orden Fabales.

## Distribución
Astragalus ghouchanensis se distribuye por Irán.

## Taxonomía
Fue descrita científicamente por Souzani, Zarre & Maassoumi. Fue publicada en Ann. Bot. Fenn. 46: 588 (2009).